# 里德伯原子
里德伯原子是指具有高激发态电子（主量子数n很大）的原子。里德伯原子中只有一个电子处于很高的激发态，离原子实（原子核和其余的电子）很远，原子实对这个电子的库仑作用可视为一个点电荷的库仑作用，因此可以将里德伯原子看作类氢原子，将多体问题转化为单电子问题，这样就大大简化了计算。
1885年巴耳末提出氢原子光谱的巴耳末公式之后，就有人观测到了n=13的氢原子谱线。1893年美国天文学家皮克林在天文观测中观测到了n=31的谱线。1906年又有人观测到了n=51的钠的里德伯原子。目前人们在实验室中已经制备出n≈105的原子，射电天文已经观测到了n≈630的里德伯原子。

在玻尔模型中，电子的轨道半径与n^{2}成正比。

当原子处于基态时，尽管不同原子的质量差别很大，而原子半径相差不大。而里德伯原子的主量子数n很大，根据玻尔模型，电子的轨道半径：
{\displaystyle r_{n}=n^{2}{\frac {\varepsilon _{0}h^{2}}{\pi m_{e}e^{2}}}}
即正比于n2，因此里德伯原子的半径比一般原子大很多。n=250的里德伯原子半径约为3.3微米，接近一个典型细菌的大小。
当原子中的电子处于主量子数n很低的状态时，激发态平均寿命在10-8秒左右。里德伯原子的电子被激发到n很大的状态。根据玻尔提出的对应原理，其行为接近于经典物理学的情况。此时激发态的平均寿命近似正比于n4.5，因此里德伯原子的寿命比较长，有的在10-3秒到1秒的数量级。里德伯原子的外层电子结合能近似与n2成正比，相邻两个能级之间的能量间隔近似与n3成反比，因此里德伯原子的能量间隔随n的增加而迅速减小。这使得检测里德伯原子需要有高分辨率的光谱技术，同时也带来一些新的现象。例如对于正常原子，室温的黑体辐射频率远低于原子的一般辐射频率，室温黑体辐射对原子的影响可以忽略不计。而对于里德伯原子，能量间隔很小，室温黑体辐射能够影响原子的寿命。
在普通原子中，原子内部库仑作用比较强，外部的电场、磁场对原子的影响比较小。而里德伯原子中由于电子到原子实的距离比较远，库仑作用比较小，比较容易受到外加的电磁场影响，产生一些有趣的现象。

## 进一步阅读
- 张绮香.物理,10(1981)273.
- 杨福家.《原子物理学》2008年第四版，P53，附注二：里德伯原子